# Orphulella patruelis
Orphulella patruelis är en insektsart som först beskrevs av Bolívar, I. 1896.  Orphulella patruelis ingår i släktet Orphulella och familjen gräshoppor. Inga underarter finns listade i Catalogue of Life.